# リイド社
株式会社リイド社（英: LEED PUBLISHING Co., Ltd.）は、東京都杉並区高円寺北に所在する日本の出版社。

## 概要
1960年4月に劇画製作スタジオ「さいとう・プロダクション」として創業し、コミックの制作と出版販売業務を開始（1964年9月に有限会社さいとう・プロダクションを設立、1972年3月に株式会社へ組織変更、2007年3月に旧・株式会社さいとう・プロダクションと株式会社リイド社が合併）。
1974年11月にさいとう・プロダクション出版事業部を分離し、「株式会社リイド社」を設立した。この関係で、さいとう・プロの制作の劇画は、他社の雑誌に連載されている作品であっても、単行本化・再刊は、大半はリイド社からSPコミックスとして出版されている。
漫画誌を中心に様々なジャンルの雑誌・書籍を発行している。特に漫画の分野ではコンビニエンスストア業界との結びつきが深く、大手コンビニエンス・ストアのオリジナル・コミックスを多数企画、販売している。時代劇コミック誌・戦国武将コミック誌の市場において『コミック乱』『コミック乱ツインズ』『戦国武将列伝』シリーズの出版により、独占に近い占有率がある。最近ではテレビ番組制作委員会への出資や番組やテレビコマーシャルの企画協力、著作権管理をする漫画キャラクターの商品化など、出版業以外にも参入している。
以前はシュベール出版という成人漫画専門の子会社も存在したが、2003年5月に解散したことに伴い、その経営資産などはリイド社へ統合されている。
創業からさいとう・たかをの兄である斉藤發司が長らく代表取締役社長を務めていた（さいとうも本名の斉藤隆夫として取締役となっていた）。斉藤發司が2016年6月8日に死去したのに伴い、發司の長男で専務取締役だった斉藤哲人が6月27日付で社長に就任している。

## 雑誌・ムック

### コミック雑誌
- コミック乱（毎月13日発売）
- コミック乱ツインズ（毎月27日発売）
- コミック艶[7]
- MEN'S GOLD（偶数月9日発売）

### デジタルコミック誌
- mimosa[8]
- comicクリベロン DUMA

### 映画雑誌
- J Movie Magazine ※ムック

### 過去に発行していた雑誌

#### 漫画誌
- リイドコミック[9]
- ヤングリイドコミック→コミックジャックポット[10]→コミックマイティ→コミックD
- COMICボナンザ
- 恐怖の館DX→ホラーWooPee
- ベニスの笑人→むれむれハーレム
- コミック零式
- 月刊少年ファング
- コミック乱ツインズ 戦国武将列伝

#### ファッション誌
- Ego system （エゴシステム）→ES POSHH!（エスポッシュ）
- Men's SPIDER（メンズスパイダー）

#### 漢字クロスワード誌
- 漢字ワンダーランド

#### その他雑誌
- アクトレス  ※成人映画情報誌→グラビア誌
- おとこの遊艶地 ※風俗情報誌
- 突撃 ! おいしい体験
- GAME you→GAME遊II
- 漢字ワンダーランド ※パズル雑誌
- THE SOURCE日本版 ※ヒップホップ雑誌
- 自分時間

## 書籍

### リイド文庫
- 歴史シリーズ
  - 日本史を動かした陰謀
  - 世界史を動かした陰謀
  - 平城京がよくわかる本
  - 坂本龍馬と幕末維新100選
  - 江戸三百藩 大名100選
  - たけみつ教授の「怪談」と日本人
  - たけみつ教授のトコトン面白い日本古代史
  - 戦国武将100選
  - その「手紙」が変えた日本の歴史
  - 「あの人」の言葉
  - べらんめぇ大江戸講座
  - たけみつ教授の日本神話と神々の謎
  - 日本神話と神々の謎
  - これぞ、戦国武将!〜乱世に舞った10人の鬼才〜
  - 信長・秀吉・家康の城〜天下人の城がわかる本〜
  - 戦国の妻（おんな）たち
  - 戦国剣豪100選
  - たけみつ教授の密教と呪術が動かした日本史
  - 武田信玄と二十四将
  - 戦国合戦100選
  - 時代劇のウソ?ほんと?
  - 深説 戦国の謎100
  - たけみつ教授の面白過ぎる日本神話と古代史の謎
  - 三国志英雄列伝

### 雑学シリーズ
- 二字漢字の謎を解く 親を切ると書いてなぜ「親切」
- 勘違いだらけの通説食文化
- 江戸好色本に見るHのいろは
- ビックリ!聖書物語
- もっと知ればさらに面白い鉄道雑学256
- 大人の教養をためす漢字力
- よくわかる「日本の妖怪」100
- 安部譲二 裏も表もあるもんか〜格差社会を出し抜く行動学〜
- 本音の心理テスト
- ホントの「血液型」の本
- 元気が出るゲバラ語録
- 噂の県民ジョーク
- 世界のトンデモ法大全
- Yahoo!JAPAN得する検索術大全
- 旅のらくがき〜旅用語の基礎知識〜
- 日本全国まるごとランキング
- ワールドサッカークイズ
- 人生最後の経済学
- 大人の常識 新漢字力
- 勝者の常識 麻雀力
- 「旨い魚」の小事典
- 帰って来た名作ゲーム
- 帰って来た名作ゲーム2

### ホラーシリーズ
- 新 稲川淳二のすご〜く恐い話シリーズ
- 怪異証言〜百物語〜
- 「極上」の怖い話〜学校霊〜
- 宗優子の「心霊写真の世界」
- 「極上」の怖い話〜取り憑かれた部屋〜

### ウォー・アーカイブスシリーズ（軍事）
- EASTERN FRONT
- SS-TOTENKOPF
- WESTERN FRONT
- SS-DAS REICH
- SS-WIKING
- SS-LEIBSTANDARTE
- SS-HITLERJUGEND
- HITLER'S FOREIGN DIVISIONS
- WEAPONS AND FIGHTING TACTICS OF WAFFEN-SS
- WEHRMACHT PANZER DIVISIONS 1939-45
- LUFTWAFFE SQUADRONS 1939-45
- KRIEGSMARINE U-BOATS 1939-45
- FIGHTING TECHNIQUES OF A PANZERGRENADIER 1941-45
- FIGHTING TECHNIQUES OF A JAPANESE INFANTRYMAN 1941-45
- FIGHTING TECHNIQUES OF A US MARINE 1941-45
- PANZERGRENADIER DIVISIONS 1939-1945
- WAFFEN-SS DIVISIONS 1939-45

## 漫画単行本
- SPコミックス（B6判）- SPの名称は、リイド社の母体であるさいとう・プロダクション(Saito・Production)からとられている。
  - SPコミックス LEED CAFE COMICS
  - SPコミックス torch comics
  - SPコミックス mimosa
  - SPコミックス クリベロンcomics（成人向け）
- SPCコンパクト・シリーズ（コンビニエンス・ストア向け）
- SPCポケット・シリーズ（文庫版）
- 戦国武将コミック・シリーズ（B6判）
- 時代劇コミックシリーズ（B6判変形）
- コンビニ限定コミックシリーズ

## ウェブコミックサイト
- リイドカフェ
- トーチweb
- コミックボーダー[11]